# Ergotamin
Ergotamin je ergopeptin i član ergot familije alkaloida. On je strukturno i biohemijski blisko srodan sa ergolinom. On je isto tako strukturno sličan sa nakoliko neurotransmitera, i biološki deluje kao vazokonstriktor.
On se koristi za tretiranje akutnih napada migrene (nekad u kombinaciji sa kofeinom). Medicinska primena ergot gljivica je počela u 16. veku za indukovanje porođaja, mada je neizvesnost u pogledu adekvatnog doziranja otežavale upotrebu. On je korišten za sprečavanje krvarenja nakon porođaja. Artur Stol iz kompanije Sandoz ga je privi izolovao iz ergot gljivica 1918, i lek ušao je u prodaju pod imenom Ginergen 1921.